# Hejce
Hejce è un comune dell'Ungheria di 310 abitanti (dati 2001) . È situato nella contea di Borsod-Abaúj-Zemplén.

## Storia
Il comune è uno dei più antichi d'Ungheria, menzionato fin dal 1009 quando il re Stefano I ne fece un episcopato. Da sempre agricolo, le sue viti erano note già nel 1600. Nel Secolo XVIII Károly Eszterházy costruì il suo palazzo.